# Karin Alvtegen

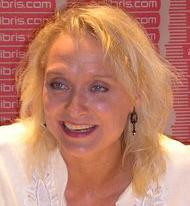
Karin Alvtegen 2005

Karin Alvtegen (Huskvarna, 8 de junio de 1965) es una escritora sueca de novela negra. Varios libros suyos se han traducido al castellano como Vergüenza o Fugitiva.
Vive actualmente en Estocolmo y es la sobrina nieta de Astrid Lindgren. Desde 1985 ha trabajado en la industria del cine, más recientemente como guionista. 
Su segunda novela, Fugitiva, ganó el premio Llave de Vidrio en 2001. En 2006, se adaptó a una serie de televisión dirigida por Ian Madden y con Joanne Frogatt y Gregor Fisher.

### Novelas
- Skuld (1998), Culpa. Editorial Grijalbo 2004. Traducción de Carlos del Valle. ISBN 9788425338717
- Fugitiva (2000) Editorial Grijalbo 2003. Traducción de Carlos del Valle. ISBN 9788425337789
- Svek (2003), Engaño.
- Skam (2005), Vergüenza.
- Skugga (2007)
- En Sannolik Historia (2010)

### Guiones
- 2004 - Hotet